# Madonna mit Kind (Villenave-d’Ornon)

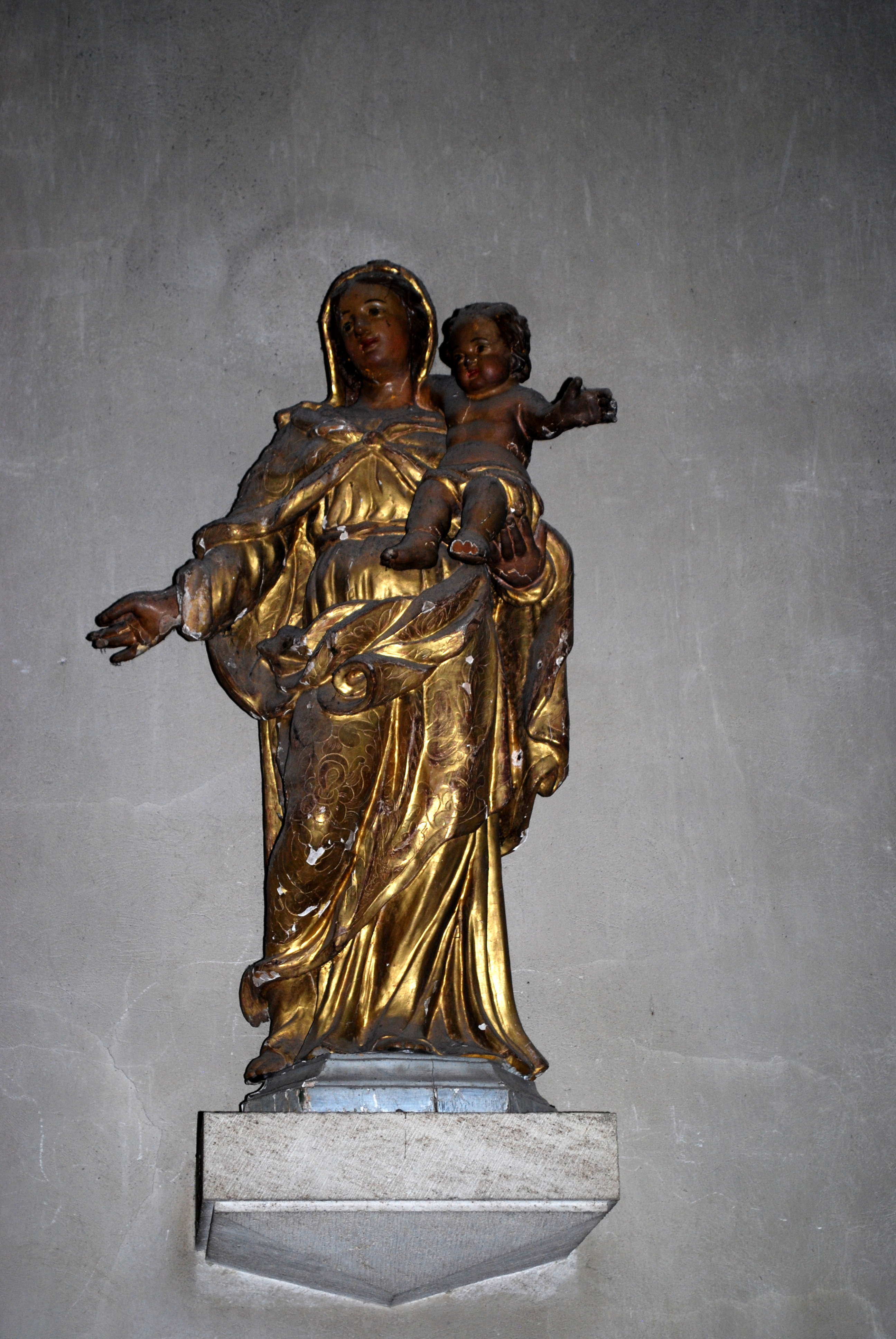
Madonna mit Kind in Villenave-d’Ornon

Die Skulptur Madonna mit Kind in der Kirche St-Martin in Villenave-d’Ornon, einer französischen Gemeinde im Département Gironde der Region Nouvelle-Aquitaine, wurde im 18. Jahrhundert geschaffen. Im Jahr 1909 wurde die barocke Skulptur als Monument historique in die Liste der denkmalgeschützten Objekte (Base Palissy) in Frankreich aufgenommen.
Die Skulptur aus Holz ist 1,20 Meter hoch. Maria trägt auf dem linken Arm das Jesuskind. Die vielen Falten von Marias Kleid geben ihrer Erscheinung eine Fülle.